# 中和石油
中和石油株式会社（ちゅうわせきゆ、英: Chuwa Petro Co.,Ltd.）は、北海道において石油販売事業を展開する企業である。ガソリンスタンドを運営するほか、同様のガソリンスタンドを運営する販売店に製品を販売（卸売）している。
2020年（令和2年）6月30日現在、ガソリンスタンドは20店舗（ENEOS19店舗、独自ブランド1店舗）存在する。また、北海道初となる格安レンタカー事業「ちょいのり」のほか、国土交通省指定整備工場を2か所運営しており、車検・整備事業の運営も行っている。

## 事業
- 車検整備 - 札幌市内2か所に陸運局指定整備工場を運営。土日受付や代車無料サービスを行っている。
- 洗車ステーション - キーパープロショップ店を札幌、旭川で運営。
- タイヤステーション - タイヤ交換、パンク修理、各メーカーのタイヤの販売を行っている。
- レンタカー「ちょいのり」

## 沿革
- 1949年（昭和24年）- 昭和石油株式会社の販売特約店として石油販売権を取得。
- 1954年（昭和29年）- 中和産業の石油部門が分離独立し、中和石油株式会社が発足。
- 1956年（昭和31年）- サービスステーション第一号として薄野SSが発足。
- 1979年（昭和54年）5月 - 社長の杉澤敏正の死去に伴い、杉澤達史が社長に就任[1]
- 1984年（昭和59年）- モービル石油株式会社代理店として、100％出資子会社の太陽商事株式会社を設立。
- 1998年（平成10年）- 昭和シェル石油株式会社との特約店契約を解除。モービル石油代理店へと契約を変更し、グループ全SSがMobilマークとなる。
- 2009年（平成21年）- 杉澤謙次郎（現・社長）の考案により、北海道初のガソリンスタンドレンタカー事業「ちょいのり」を開始[1]。
- 2015年（平成27年）- 杉澤達史の死去（9月3日[4]）により杉澤謙次郎が社長に就任[1]。
- 2018年（平成29年）- グループ全SSが1年以内にENEOSに変更。

## 関係会社
- 太陽商事株式会社
- 中和エフエル株式会社
- 加賀興産株式会社